# USS LST-311
O USS LST-311 foi um navio de guerra norte-americano da classe LST que operou durante a Segunda Guerra Mundial.